# Lac Bita
Lac Bita är en sjö i Kongo-Kinshasa, en av lacs Mokoto. Den ligger i den östra delen av landet, 1 600 km öster om huvudstaden Kinshasa. Arean är 2,5 kvadratkilometer. Den sträcker sig 1,9 kilometer i nord-sydlig riktning, och 3,4 kilometer i öst-västlig riktning.